# Douaumont-Vaux
Douaumont-Vaux ist eine französische Gemeinde mit 81 Einwohnern (Stand: 1. Januar 2022) im Département Meuse in der Region Grand Est. Sie gehört zum Arrondissement Verdun und zum Gemeindeverband Grand Verdun.

## Geschichte
Zum 1. Januar 2019 wurden die Gemeinden Douaumont und Vaux-devant-Damloup zur heutigen Commune nouvelle zusammengelegt. Der Verwaltungssitz befindet sich in Vaux-devant-Damloup. Die beiden Ortschaften wurden zu Communes déléguées.
Am 10. November 2019 besiegelten die Gemeinde Douaumont-Vaux und die Stadt Rheinbach (Deutschland/NRW) eine „Partnerschaft des Friedens“, eine in der Geschichte der deutsch-französischen Freundschaft bisher einmalige Verbindung. Diese wird belebt durch gegenseitige Besuche, insbesondere durch Besuche von jungen Menschen an den historischen Stätten des Ersten Weltkriegs.

## Geografie
Douaumont-Vaux liegt am Übergang der Landschaft Woëvre zum Wald von Verdun. Douaumont-Vaux grenzt an die Nachbargemeinden Ornes im Norden, Bezonvaux im Nordosten, Dieppe-sous-Douaumont im Osten, Damloup im Süden und Südosten, Fleury-devant-Douaumont im Süden und Südwesten, Bras-sur-Meuse im Westen sowie Louvemont-Côte-du-Poivre im Nordwesten.

## Gliederung
| Ortsteil                              | ehemaliger INSEE-Code | Fläche (km²) | Einwohnerzahl zum 1. Januar 2022 |
| ------------------------------------- | --------------------- | ------------ | -------------------------------- |
| Douaumont                             | 55164                 | 6,14         | 04                               |
| Vaux-devant-Damloup (Verwaltungssitz) | 55537                 | 6,56         | 77                               |

## Sehenswürdigkeiten

### Douaumont
- Kapelle Saint-Hilaire (anstelle der zerstörten Kirche nach dem Ersten Weltkrieg errichtet)
- Festung Douaumont, 1885 bis 1913 errichtet
- Beinhaus von Douaumont

### Vaux-devant-Damloup
- Kapelle Saint-Philippe-et-Saint-Jacques, 1933 erbaut
- Festung Vaux, 1881 bis 1884 errichtet

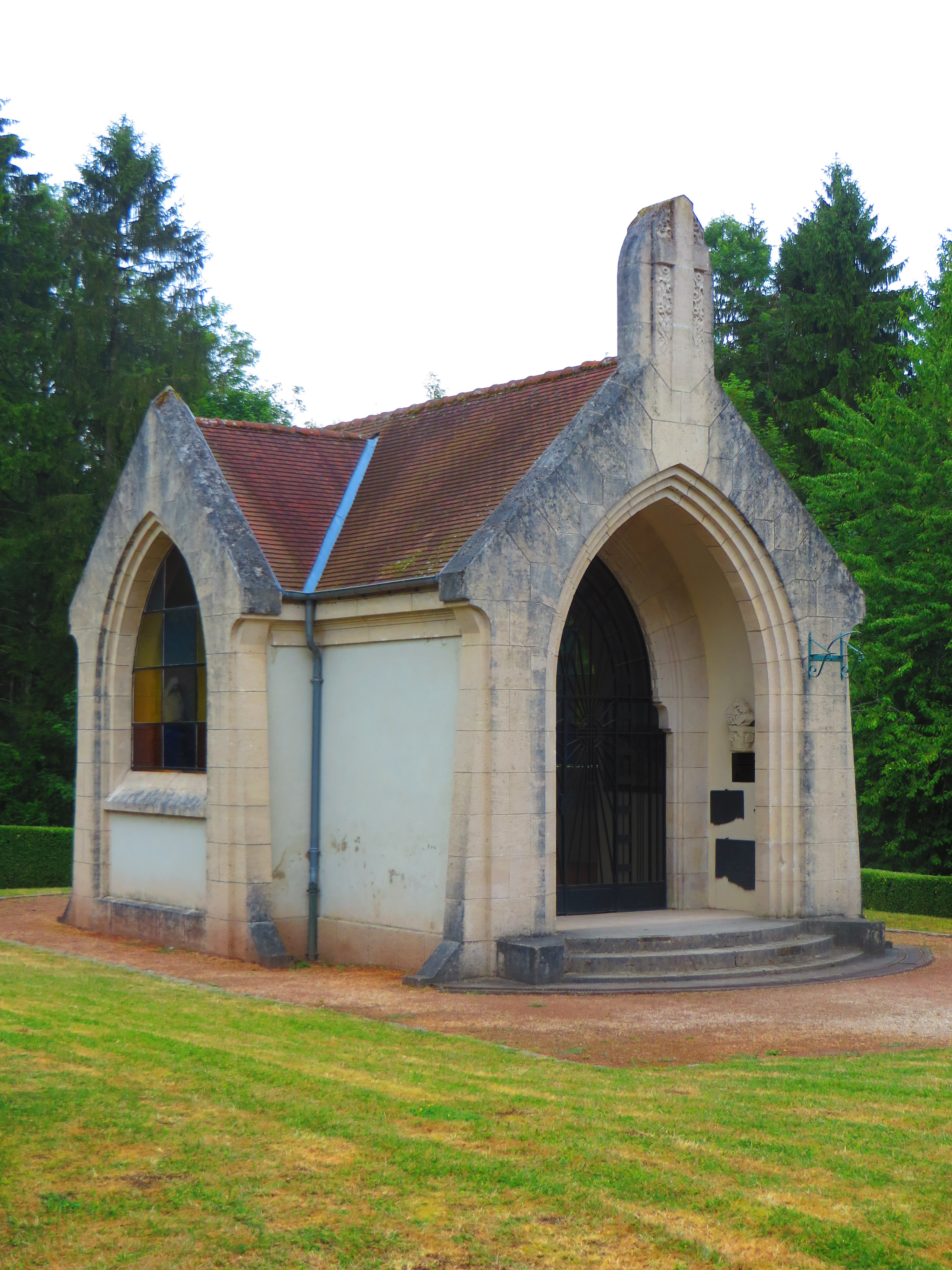
Kapelle Saint-Hilaire
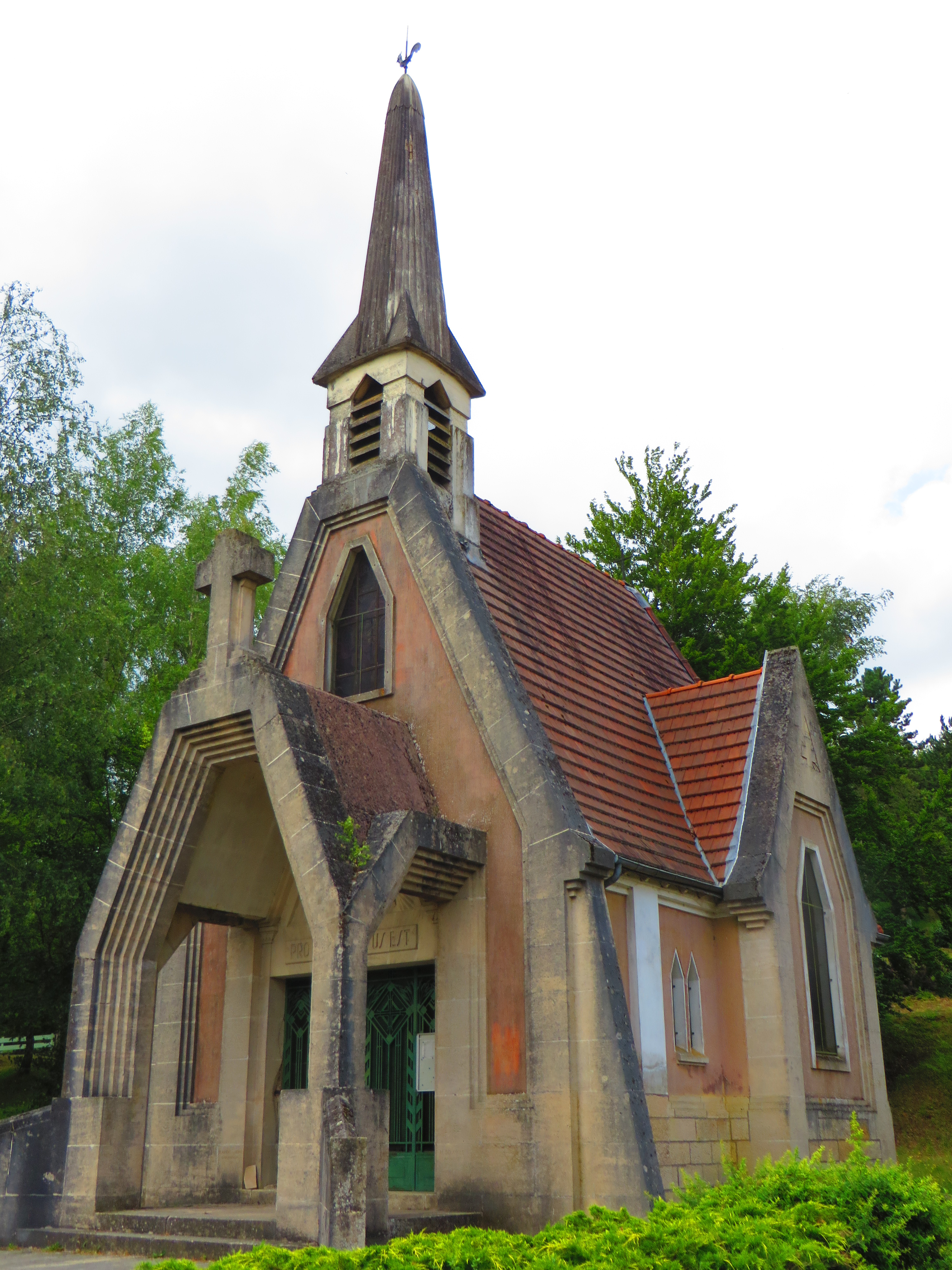
Kapelle Saint-Philippe-et-Saint-Jacques
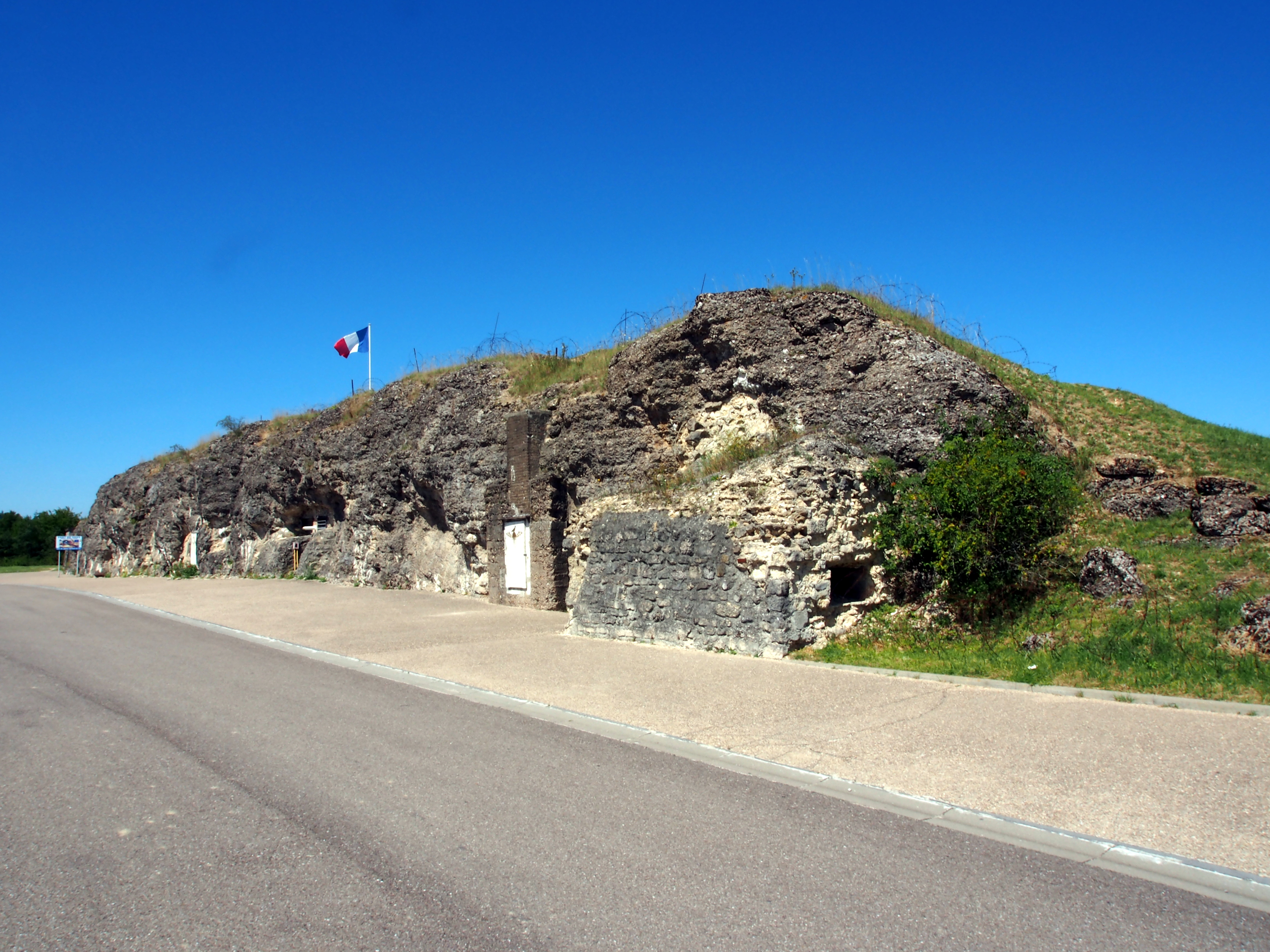
Fort Vaúx

## Belege
1. ↑  aktuelle Einwohnerzahlen gemäß INSEE